# 七色人生
《七色人生》是韦编联的中短篇小说集，广民族出版社1988年8月出版。收入小说16篇小说和自序。小说以现实社会生活为对象，揭示了人们的人生追求，体现出时代的精神，从内容到形式民族色彩较为鲜明。其中《洁白的金樱花》获广西第二届(1981—1984)少数民族文学优秀作品奖。
中篇小说《七色人生》是其中的重要作品，主人公姚莹和金龙原来都是某学院艺术系的学生，一个学作曲专业，一个学舞蹈专业。在学院时，金龙给姚莹最深刻的印象是同学尽管叫他“馒头冠军”（每餐吃十个馒头）。他们不同年级，但毕业后都先后分配到一个全国闻名的歌舞团工作，由于工作的联系和志趣相投，他俩开始恋爱了。正当他们热烈相恋，同时根据苗族民间故事和苗族民间音乐合作创作大型舞剧《明灯》的时候，祸从天降。新来的书记烧烟老太婆突然宣布把金龙下放到南骚的一个省歌舞团去。不久，金龙又被下放到一个地区文工团去，他们原来创作的舞剧《月夜》不但不让公演，还被烧烟老太婆扣上“给恢复日风俗旧习惯制造舆论，是阶级斗争的表现”的罪名。接着金龙又被下放山区“劳动”去了。他们不得不痛苦地分开了。姚莹和一个行政机关的主任结了婚，生了一个女儿，名叫如云。而金龙被逐进社会的最底层，文革中变成了“黑帮分子”，在“牛棚”里备受非入的折磨。他在逆境中遇知音，与一个侗族姑娘杨蓓英成了亲。杨因保护金龙的金芦笙而跌落溪涧，不幸身亡。姚莹在那些年代里也饱尝了牛棚生活的苦楚。直到“四人帮”倒台，他们被解放出来。金龙重新点燃他们的被明灯劳，姚莹丈夫因病去世。他俩重新获得了“爱情和事业的权利”。